# Robert S. Rose

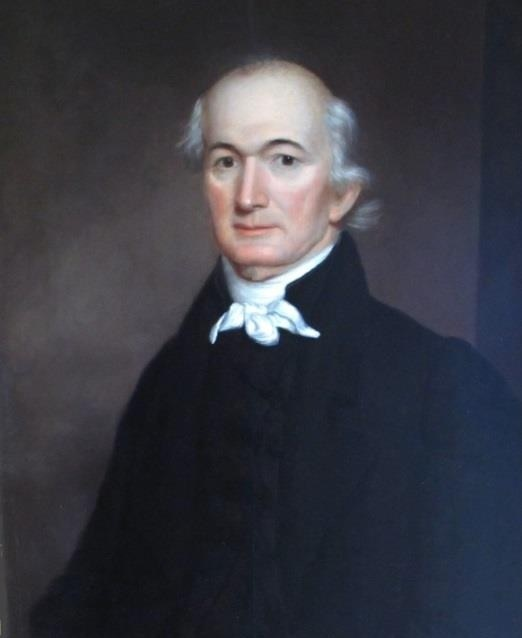
Robert S. Rose, 1831

Robert Selden Rose (* 24. Februar 1774 im Amherst County, Colony of Virginia; † 24. November 1835 in Waterloo, New York) war ein US-amerikanischer Jurist und Politiker. Zwischen 1823 und 1827 sowie zwischen 1829 und 1831 vertrat er den Bundesstaat New York im US-Repräsentantenhaus. Der Kongressabgeordnete Robert L. Rose war sein Sohn.

## Werdegang
Robert Selden Rose wurde ungefähr ein Jahr vor dem Ausbruch des Unabhängigkeitskrieges im Amherst County geboren. Er besuchte Gemeinschaftsschulen. 1803 zog er in das Seneca County und ließ sich in Fayette bei Geneva nieder. Er ging landwirtschaftlichen Arbeiten nach. In der Folgezeit saß er 1811, 1820 und 1821 in der New York State Assembly. Er nahm 1821 an der Verfassunggebenden Versammlung von New York in Albany teil.
Als Folge einer Zersplitterung der Demokratisch-Republikanischen Partei vor und während der Präsidentschaft von John Quincy Adams (1825–1829) schloss er sich der Adams-Clay-Fraktion an. Bei den Kongresswahlen des Jahres 1822 für den 18. Kongress wurde Rose im 26. Wahlbezirk von New York in das US-Repräsentantenhaus in Washington, D.C. gewählt, wo er am 4. März 1823 als erster Vertreter des 26. Distrikts von New York im US-Repräsentantenhaus seinen Dienst antrat. Er schloss sich der Adams-Fraktion an. 1824 kandidierte er erfolgreich für den 19. Kongress. Er schied dann nach dem 3. März 1827 aus dem Kongress aus. In der Folgezeit trat er der Anti-Masonic Party bei. Bei den Kongresswahlen des Jahres 1828 für den 21. Kongress wurde er im 26. Wahlbezirk von New York in das US-Repräsentantenhaus gewählt, wo er am 4. März 1829 die Nachfolge von Dudley Marvin und John Maynard antrat, welche zuvor zusammen den 26. Distrikt von New York im US-Repräsentantenhaus vertraten. Er schied nach dem 3. März 1831 aus dem Kongress aus.
Später schloss er sich der Whig Party an. Rose ging erneut landwirtschaftlichen Arbeiten nach. Er verstarb am 24. November 1835 in Waterloo, als er an einer Sitzung im Bezirksgericht teilnahm. Sein Leichnam wurde dann auf dem Old Pulteney Street Cemetery beigesetzt, später aber auf den Glenwood Cemetery in Geneva umgebettet.